# Libuš (tvrz)
Tvrz v Libuši je zaniklé panské sídlo v Praze 4. Jeho lokace není známá.

## Historie
Tvrz v Libuši byla postavena před rokem 1321. K tomu roku je zmíněna ve zprávě popisující dobytí vsi Staroměstskými. Z pozdější doby se záznamy o tvrzi nedochovaly.
Roku 1367 je jako majitel vsi připomínán měšťan Ješek Rost a roku 1457 Václav Příbramský.

### Lokace
Jako možná lokace je uváděno místo při Libušské ulici 1/204. Současný dům zde stojí na vyvýšeném místě a údajně při něm v polovině 19. století stála okrouhlá věž. Při věži se nacházela budova, ze které se měly do počátku 20. století dochovat zbytky rohových zdí. Tato lokace byla zpochybněna.